# Thân mềm hai mảnh vỏ
Thân mềm hai mảnh vỏ hay nhuyễn thể hai mảnh vỏ (danh pháp khoa học: Bivalvia, trước đây gọi là Lamellibranchia hay Pelecypoda) hay lớp Chân rìu là một lớp động vật thân mềm. Chúng không có đầu, cũng như dải răng kitin. Lớp này gồm các loài nghêu, hàu, sò nứa, trai, điệp, và một số khác; một phần sống ở nước mặn, phần còn lại ở nước ngọt. Đa số là động vật ăn lọc. Mang tiến hóa thành một bộ phận gọi là ctenidium, một cơ quan dùng để ăn và thở. Chúng thường chôn mình trong trầm tích, nơi chúng tương đối an toàn trước kẻ thù. Một số, như điệp, có thể bơi.
Vỏ được cấu tạo từ calci cacbonat và gồm hai mảnh được dính với nhau. Hai mảnh vỏ thường đối xứng hai bên, kích thước vỏ biến thiên từ dưới một milimet tới hơn một mét, dù đa số không vượt quá 10 cm (4 in).

## Tên
Thuật ngữ Bivalvia được sử dụng lần đầu tiên bởi Linnaeus trong ấn bản thứ mười của tác phẩm Systema Naturae năm 1758 để chỉ những động vật có hai mảnh vỏ. Trước đây, chúng còn có tên Pelecypoda, nghĩa là "chân rìu" (dựa trên hình dạng của chân khi vươn ra).

## Sự đa dạng
Chiều dài tối đa khi trưởng thành của các loài hai mảnh vỏ biến thiên từ 0,52 mm (0,02 in) ở Condylonucula maya, tới 1.532 milimét (60,3 in) ở Kuphus polythalamia. Tuy nhiên, loài thường được xem là động vật hai mảnh vỏ lớn nhất còn tồn tại là Tridacna gigas, có thể đạt chiều dài 1.200 mm (47 in) và khối lượng 200 kg (441 lb). Loài đã tuyệt chủng lớn nhất được biết tới là Platyceramus với hóa thạch dài 3.000 mm (118 in).
Trong bài luận án năm 2010, Compendium of Bivalves, Markus Huber cho rằng số động vật hai mảnh vỏ còn tồn tại là 9.200 loài kết hợp từ 106 họ.
| Phân lớp          | Siêu họ          | Họ                 | Chi                   | Loài                   |
| ----------------- | ---------------- | ------------------ | --------------------- | ---------------------- |
| Heterodonta       |                  | 64 (1 ở nước ngọt) | 800 (16 ở nước ngọt)  | 5600 (270 ở nước ngọt) |
|                   | Arcticoidea      | 2                  | 6                     | 13                     |
|                   | Cardioidea       | 2                  | 38                    | 260                    |
|                   | Chamoidea        | 1                  | 6                     | 70                     |
|                   | Clavagelloidea   | 1                  | 2                     | 20                     |
|                   | Crassatelloidea  | 5                  | 65                    | 420                    |
|                   | Cuspidarioidea   | 2                  | 20                    | 320                    |
|                   | Cyamioidea       | 3                  | 22                    | 140                    |
|                   | Cyrenoidea       | 1                  | 6 (3 ở nước ngọt)     | 60 (30 ở nước ngọt)    |
|                   | Cyrenoidoidea    | 1                  | 1                     | 6                      |
|                   | Dreissenoidea    | 1                  | 3 (2 ở nước ngọt)     | 20 (12 ở nước ngọt)    |
|                   | Galeommatoidea   | ca. 4              | chừng 100             | chừng 500              |
|                   | Gastrochaenoidea | 1                  | 7                     | 30                     |
|                   | Glossoidea       | 2                  | 20                    | 110                    |
|                   | Hemidonacoidea   | 1                  | 1                     | 6                      |
|                   | Hiatelloidea     | 1                  | 5                     | 25                     |
|                   | Limoidea         | 1                  | 8                     | 250                    |
|                   | Lucinoidea       | 2                  | chừng 85              | chừng 500              |
|                   | Mactroidea       | 4                  | 46                    | 220                    |
|                   | Myoidea          | 3                  | 15 (1 ở nước ngọt)    | 130 (1 ở nước ngọt)    |
|                   | Pandoroidea      | 7                  | 30                    | 250                    |
|                   | Pholadoidea      | 2                  | 34 (1 ở nước ngọt)    | 200 (3 ở nước ngọt)    |
|                   | Pholadomyoidea   | 2                  | 3                     | 20                     |
|                   | Solenoidea       | 2                  | 17 (2 ở nước ngọt)    | 130 (4 ở nước ngọt)    |
|                   | Sphaerioidea     | (1 ở nước ngọt)    | (5 ở nước ngọt)       | (200 ở nước ngọt)      |
|                   | Tellinoidea      | 5                  | 110 (2 ở nước ngọt)   | 900 (15 ở nước ngọt)   |
|                   | Thyasiroidea     | 1                  | chừng 12              | chừng 100              |
|                   | Ungulinoidea     | 1                  | 16                    | 100                    |
|                   | Veneroidea       | 4                  | 104                   | 750                    |
|                   | Verticordioidea  | 2                  | 16                    | 160                    |
| Palaeoheterodonta |                  | 7 (6 ở nước ngọt)  | 171 (170 ở nước ngọt) | 908 (900 ở nước ngọt)  |
|                   | Trigonioidea     | 1                  | 1                     | 8                      |
|                   | Unionoidea       | (6 ở nước ngọt)    | (170 ở nước ngọt)     | (900 ở nước ngọt)      |
| Protobranchia     |                  | 10                 | 49                    | 700                    |
|                   | Manzanelloidea   | 1                  | 2                     | 20                     |
|                   | Nuculanoidea     | 6                  | 32                    | 460                    |
|                   | Nuculoidea       | 1                  | 8                     | 170                    |
|                   | Sapretoidea      | 1                  | chừng 5               | 10                     |
|                   | Solemyoidea      | 1                  | 2                     | 30                     |
| Pteriomorpha      |                  | 25                 | 240 (2 ở nước ngọt)   | 2000 (11 ở nước ngọt)  |
|                   | Anomioidea       | 2                  | 9                     | 30                     |
|                   | Arcoidea         | 7                  | 60 (1 ở nước ngọt)    | 570 (6 ở nước ngọt)    |
|                   | Dimyoidea        | 1                  | 3                     | 15                     |
|                   | Limoidea         | 1                  | 8                     | 250                    |
|                   | Mytiloidea       | 1                  | 50 (1 ở nước ngọt)    | 400 (5 ở nước ngọt)    |
|                   | Ostreoidea       | 2                  | 23                    | 80                     |
|                   | Pectinoidea      | 4                  | 68                    | 500                    |
|                   | Pinnoidea        | 1                  | 3 (+)                 | 50                     |
|                   | Plicatuloidea    | 1                  | 1                     | 20                     |
|                   | Pterioidea       | 5                  | 9                     | 80                     |

## Phân bố

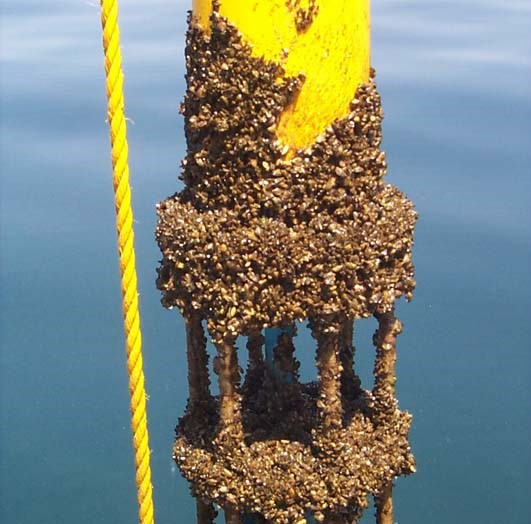
Trai vằn bám trên một chiếc lưu tốc kế trên hồ Michigan.

Đây là một lớp động vật không xương sống hết sức thành công, hiện diện ở hầu khắp các môi trường thủy sinh. Đa số là động vật sống dưới đáy nước và thường chôn mình dưới trầm tích ở đáy nước. Một lượng lớn loài hai mảnh vỏ được tìm thấy ở vùng triều hay gần bờ. Tại một bãi biển ở Nam Wales, một cuộc kiểm tra cẩn thận cho thấy có 1,44 triệu cá thể Cerastoderma edule trên mỗi mẫu Anh.
Chúng sinh sống ở vùng nhiệt đới, ôn đới và cả vùng cực. Một số có thể sống sót hay thậm chí phát triển trong môi trường khắc nghiệt. Chúng phong phú ở Bắc Cực, với chừng 140 loài đã được biết tới. Adamussium colbecki sống dưới biển băng tại Nam Cực, nơi nhiệt độ âm làm tốc độ phát triển của chúng chậm lại. Bathymodiolus thermophilus và Calyptogena magnifica đều sống quanh miệng phun thủy nhiệt tại vùng biển thẳm ở Thái Bình Dương. Enigmonia aenigmatica là một loài hàu có thể sống lưỡng cư. Chúng sống trên mức triều cường dưới những chiếc lá, những nhánh cây ngập mặn tại vùng nhiệt đới Ấn Độ-Thái Bình Dương.
Vài loài nước ngọt có phân bố rất hạn chế. Ví dụ, Villosa arkansasensis chỉ hiện diện tại những dòng nước từ dãy Ouachita ở Arkansas và Oklahoma, và như nhiều thân mềm hai mảnh vỏ khác ở miền đông nam Hoa Kỳ, chúng đang có nguy cơ tuyệt chủng. Ngược lại, một số khác, như Limnoperna fortunei đang tăng nhanh phạm vi phân bố. L. fortunei có mặt từ Đông Nam Á tới Argentina, nơi chúng là một loài xâm lấn.